# Bucy-le-Long
Bucy-le-Long – miejscowość i gmina we Francji, w regionie Hauts-de-France, w departamencie Aisne.
Według danych na styczeń 2014 roku gminę zamieszkiwało 2010 osób, a gęstość zaludnienia wynosiła 156,2 osób/km².